# Scaphyglottis sickii
Scaphyglottis sickii là một loài lan mọc từ Grenada đến Nam Mỹ nhiệt đới.

## Hình ảnh

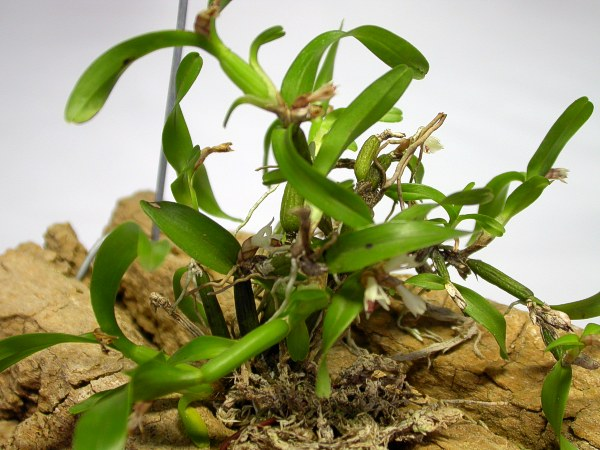